# Púrpura trombocitopènica idiopàtica
La púrpura trombocitopènica idiopàtica (PTI) és una malaltia hemorràgica que es presenta amb un recompte de plaquetes baix (trombocitopènia) de causa desconeguda (idiopàtica) o, sovint, autoimmunitària; d'aquí li ve l'altre nom per la qual és coneguda: púrpura trombocitopènica immunitària. Ocorre en uns 5 casos per cada 100,000 nascuts vius menors de quinze anys. Sovint, la PTI és asimptomàtica (sense símptomes obvis) i pot ser descoberta per casualitat, però una quantitat molt baixa de plaquetes sol portar a un augment del risc d'hemorràgia amb la presència de púrpura.
Des de l'antiguitat els llibres de medicina han descrit com a «purpura» (la paraula llatina per a 'porpre') diversos trastorns en què algun dels símptomes era el sagnat cutani, però és impossible saber a quina malaltia en concret es referien en cada cas. El primer que va fer descriure una malaltia crònica que podria correspondre a la PTI va ser Avicenna el 1025. L'any 1556, Amatus Lusitanus, metge portuguès que va estudiar medicina a la Universitat de Salamanca, va descriure el trastorn de salut observat en un noi que tenia «màcules fosques, semblant a picades de puça, no tenia febre i durant uns quants dies va tenir secrecions sanguinolentes i finalment es va recuperar». És possible que es tractés d'un cas de púrpura trombocitopènica, però no es pot assegurar que ho fos. L'any 1735, en el seu llibre De Variolis et Anthracibus, Paul Gottlieb Werlhofva descriure un cas que podria, amb més seguretat, ser PTI. Es tractava de l'afecció que ell va anomenar Morbus Maculosus Haemorrhagicus i que patia una noia de setze anys amb sagnat cutani i de les mucoses posterior a una malaltia infecciosa de la qual es va recuperar amb àcid cítric, que Lusitanus anomena Elixirium acidum halleri.